# Městské opevnění (Nymburk)
Středověké opevnění města Nymburk, tj. v ulicích Hradební, Jízdecká, Na Rejdišti a Na Přístavě, je chráněno jako kulturní památka České republiky.

## Historie
Spolehlivé písemné prameny o stavebním vývoji hradeb během středověku chybí. Nepochybně začalo být opevnění budováno hned po založení města králem Přemyslem Otakarem II. (kolem roku 1275). Ve stavbě se pokračovalo zejména za vlády krále Václava II. na konci 13. století. a protože ve středním Polabí je nedostatek kvalitního kamene pro stavby a protože Nymburk osidlovali kolonisté z území kolem dolního Rýna, užili pro opevňovací hradby techniku zdění z cihel, kterou dobře znali z původní vlasti. Před „červenou“ cihelnou hradbou byl vyhlouben vodní příkop (dnešní Malé Valy). Součástí opevnění byly stavby přiléhající k Labi – přemyslovský hrad (Kamenný dům) ve střední části a klášter dominikánů na jihu města.
Nejspíše po husitských válkách bylo městské opevnění zesíleno. Byl vyhlouben druhý, vnější a značně širší hradební příkop (Velké Valy) a na parkánu mezi vnitřním a vnějším příkopem byla vybudována parkánová zeď z opuky. Z této asi metr široké „bílé“ zdi se dochovaly jen nepatrné zbytky. Ani zesílené hradby nedokázaly během třicetileté války město ochránit před útočícími Švédy, kteří Nymburk dobyli a jeho obyvatele téměř všechny pozabíjeli. Také během válek o rakouské dědictví byly hradby natolik poškozeny, že je obyvatelstvo samo začalo už jako nepotřebné bořit, případně je užívat jako součást při stavbě nových domů, jak je dodnes vidět v Hradební ulici. Také městské brány nebyly po velkém požáru v roce 1838 již opraveny a během 19. století byly postupně zbořeny kvůli rozšiřování a úpravám silnic. Mostecká a Boleslavská brána byla stržena po velkém požáru města v květnu 1838, Svatojiřská brána byla zbořena roku 1871 a stejný osud potkal i poslední Boleslavskou bránu v roce 1884. Kolem roku 1917 byly zbořeny zbytky Kamenného domu a také přilehlá poslední malá brána (Fortna).

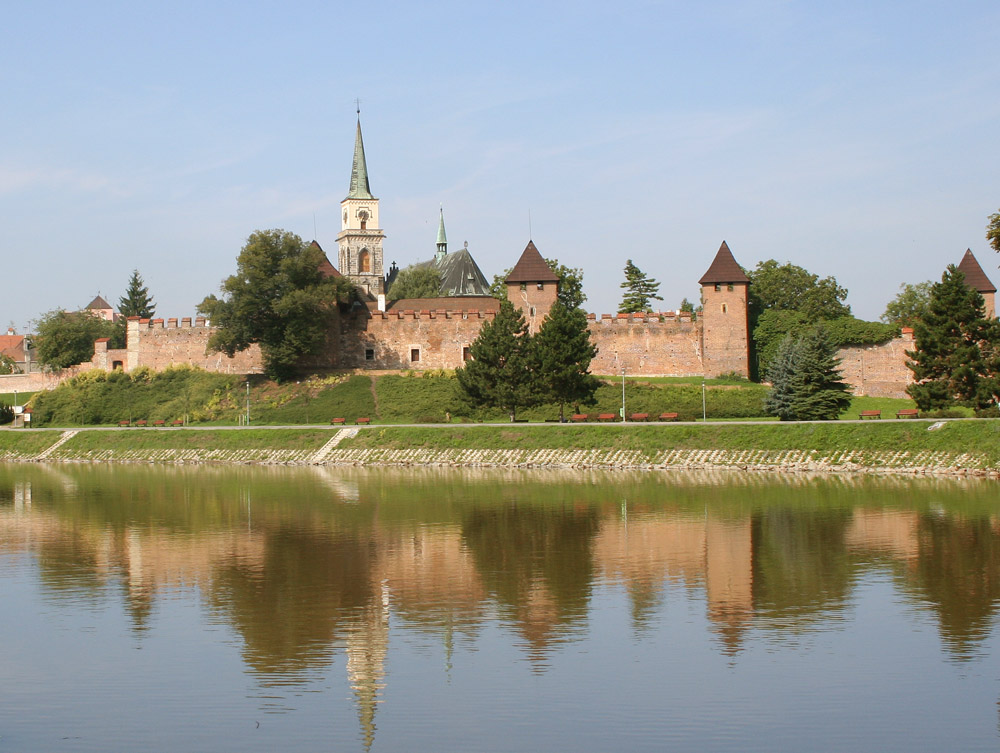
Pohled na hradby a kostel sv. Jiljí přes Labe

Severní úsek hradeb se šesti věžemi přiléhající k Labi („Na Přístavě“) zrekonstruoval do romantizující podoby architekt Ludvík Lábler v letech 1905–1909. Panorama této části hradeb spolu s věží kostela se stalo symbolem města. Nymburské městské opevnění bylo v roce 1958 vyhlášeno nemovitou památkou. Zcela unikátní jsou v českém prostředí oba hradební vodní příkopy – Malé a Velké Valy, jimiž dodnes proudí říční voda. Jsou napájeny z nymburského jezu, který udržuje hladinu Labe výše než bližší Mrlina. Koryto Velkých valů přehrazuje jez nefunkčního mlýna u Boleslavské ulice. Velké valy se staly domovem velkého množství nutrií. V letech 2000–2006 byly péčí města mnohamilionovým nákladem opraveny všechny úseky hradeb, které město vlastní. Dvě věže přístupné z prostoru Rejdiště a ochoz mezi nimi mají být od začatku dubna 2022 zpřístupněny veřejnosti. Ve věžích se budou nacházet spirálová shodiště. Nejedná se o historickou úpravu neboť v původním stavu se na hradbách nenacházel ochoz.

## Stavební provedení a brány do města

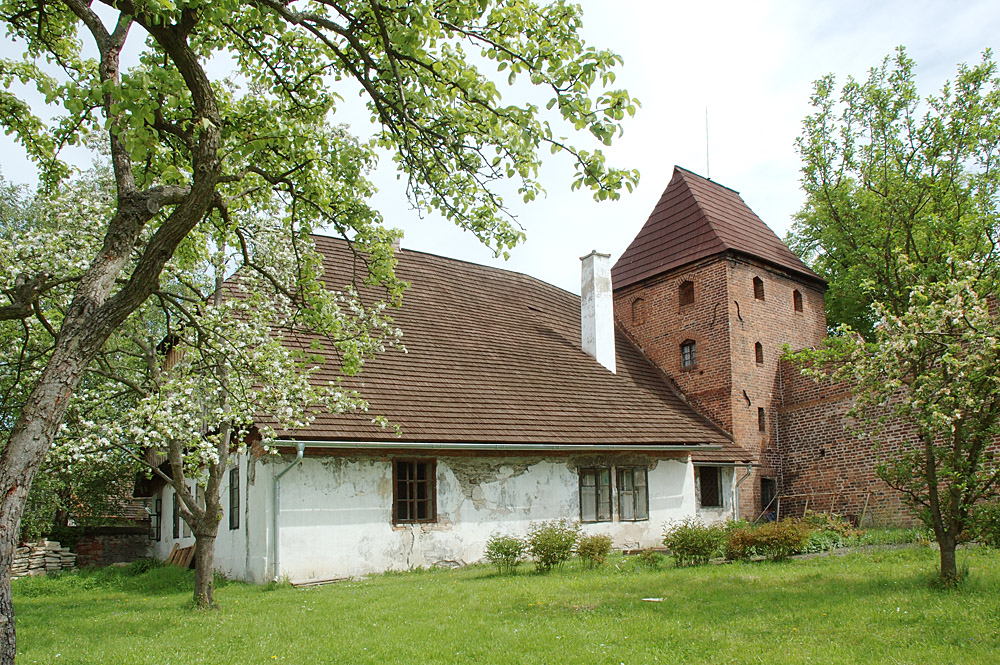
Věž Kaplanka a Staré děkanství

Líce hlavní hradby s pravidelně rozmístěnými věžemi, směrem do města otevřenými, kterých bylo asi 50, a čtyři vstupní brány byly vystavěny z velmi pevných pálených cihel, jádro zdiva naproti tomu tvořila neméně odolná směs opukové drtě a vápenné malty. Hradební zeď byla téměř 1 600 metrů dlouhá a dosahovala výšky 7–8 m, věže byly ještě o 3 m vyšší.
Do města se dalo vstoupit čtyřmi hlavními průjezdnými věžemi. Na západ vedla brána Svatojiřská, na severozápad Velibská či též zvaná Boleslavská, na severovýchod Bobnická brána a na jižní straně stála Mostecká neboli Labská brána, která byla vybudována v souvislosti se stavbou dřevěného mostu přes řeku v poslední fázi výstavby opevnění města, tedy asi kolem roku 1335. Tuto největší a také nejkrásnější bránu s věžními hodinami svíraly dvě nestejně velké boční věže. Větší z věží Mostecké brány byla v renesanci opatřena zdobnou fasádou. Brány měly hranolový tvar a byly tří či čtyřpodlažní. Průjezd v přízemí vytvářely gotické lomené vstupní oblouky, na vnější straně doplněný spouštěcí mříží a bytelnými vraty. U Svatojiřské brány bylo navíc vybudováno předbraní s cimbuřím zasahující do obranného příkopu a padací most. Pátá malá brána – Fortna, zajišťovala přístup k řece (zřejmě zde byl původní vstup do města přes starý most, který nahradil pravěký brod přes řeku) a stávala při nároží malého královského hradu – tzv. Kamenného domu.

## Věž Kaplanka a staré děkanství
Areál starého děkanství včetně ohradní zdi jako součásti opevnění je nemovitou kulturní památkou zapsanou v Ústředním seznamu kulturních památek ČR. Budova Starého děkanství byla postavena pravděpodobně v roce 1657 v rámci obnovy města po třicetileté válce. Uvnitř objektu se nachází černá kuchyně a patrové gotické sklepy se studnou. Při vjezdu do dvora je zachována zděná brána z období baroka. V areálu jsou umístěny některé cenné náhrobky ze zrušeného hřbitova u kostela sv. Jiří.
Ohradní zeď u starého děkanství a věže Kaplanky je od roku 2012 v havarijním stavu. Její koruna je částečně krytá pálenými taškami-bobrovkami, které na mnoha místech chybí. Stav zdiva je tristní – došlo k jeho částečnému zřícení; další část je značně vykloněna (červenec 2017). Město proto plánovalo opravu, která měla trvat do poloviny října 2017, počítalo se také se zachováním původního zdiva. Otazníkem zůstává způsob financování: starosta Pavel Fojtík v roce 2017 hodlal prověřit norské či švýcarské fondy.

## Galerie

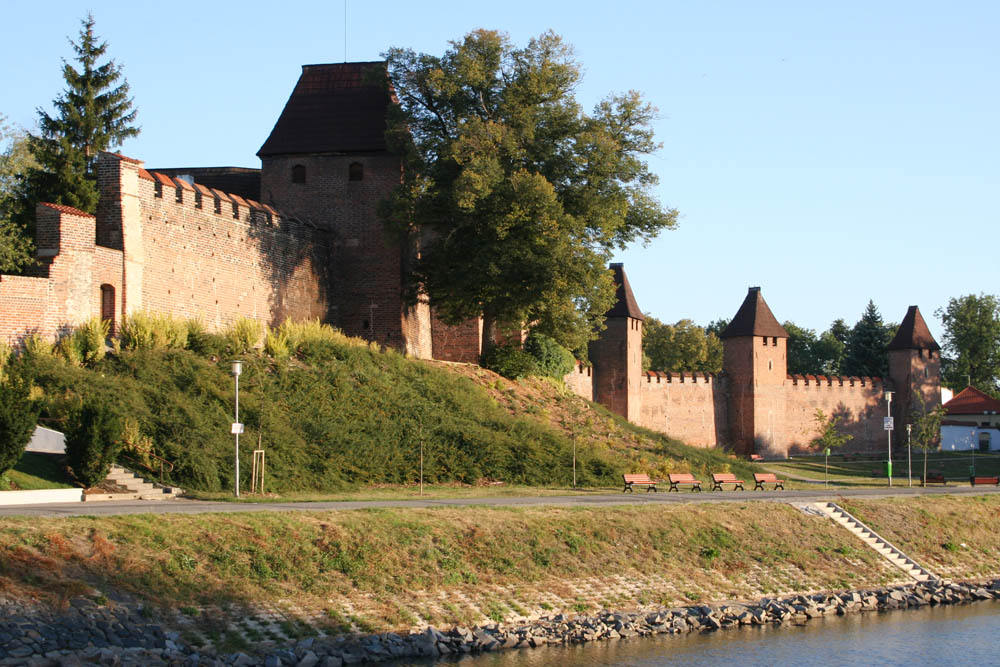
Hradby u Labe
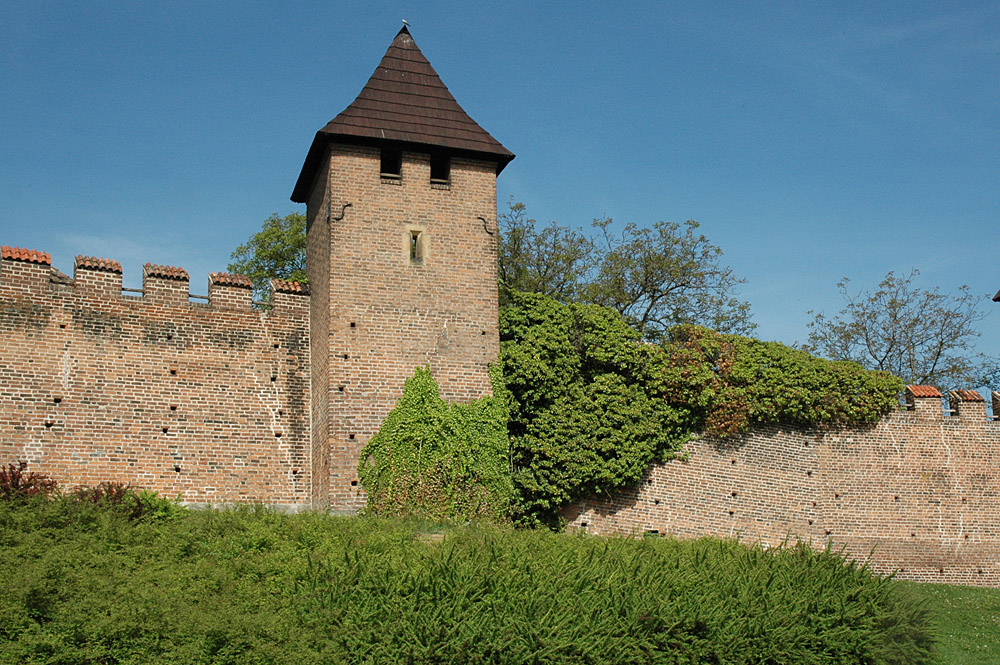
Věž opevnění
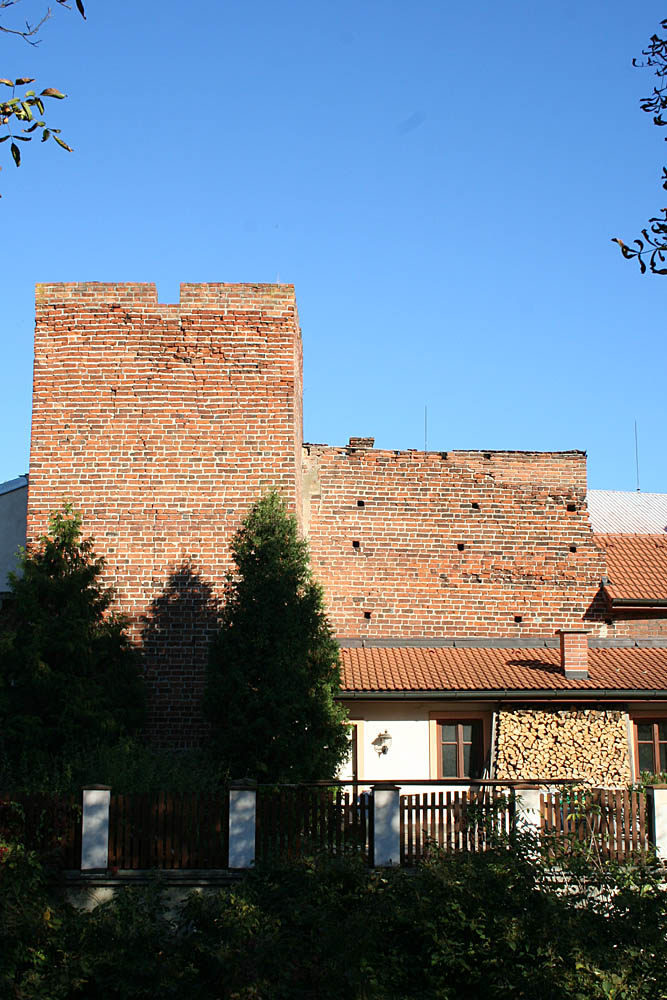
Středověké opevnění
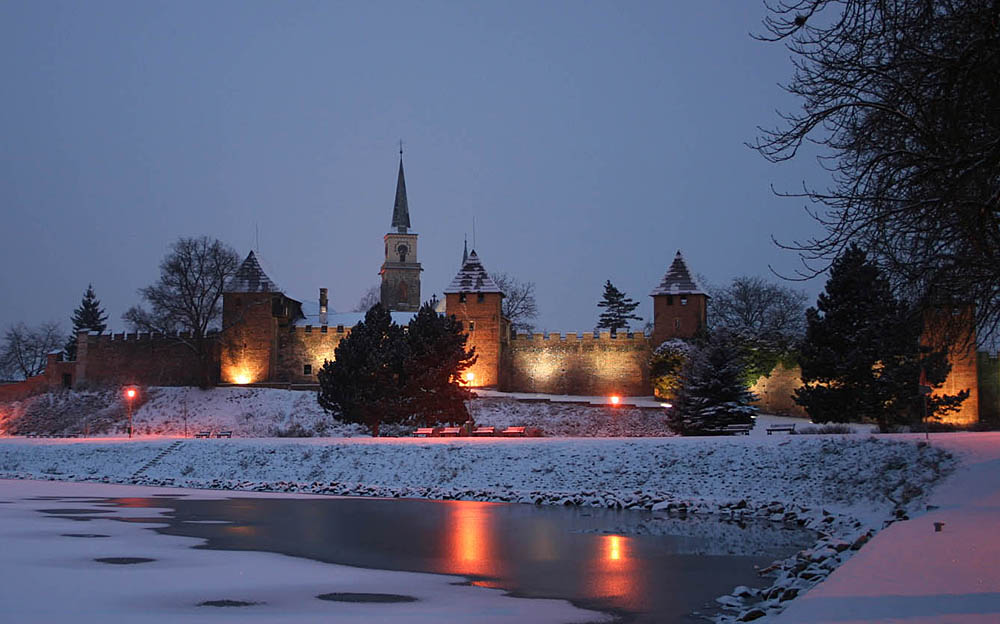
Hradby v noci
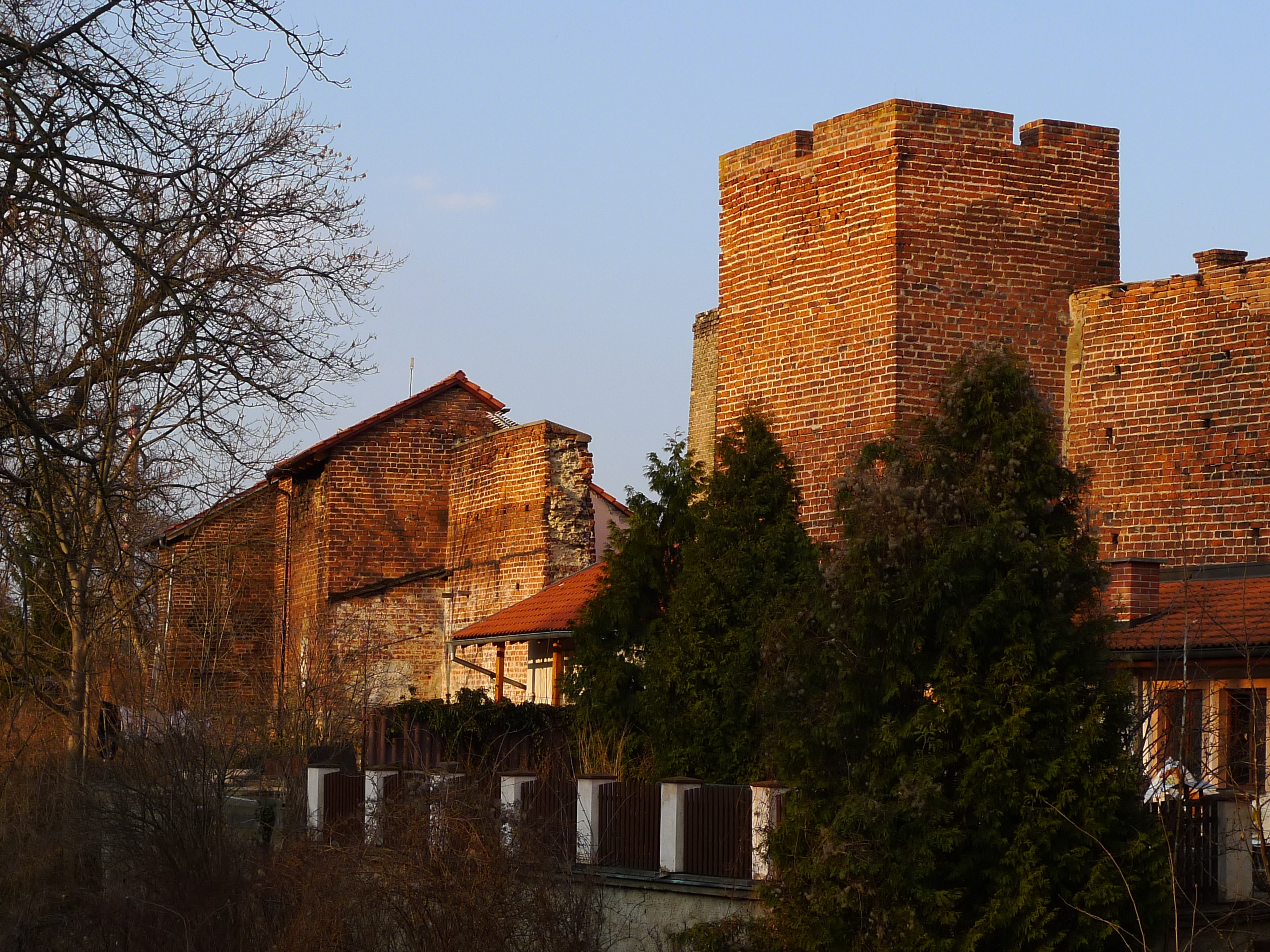
Původní podoba hradeb (Hradební ulice)
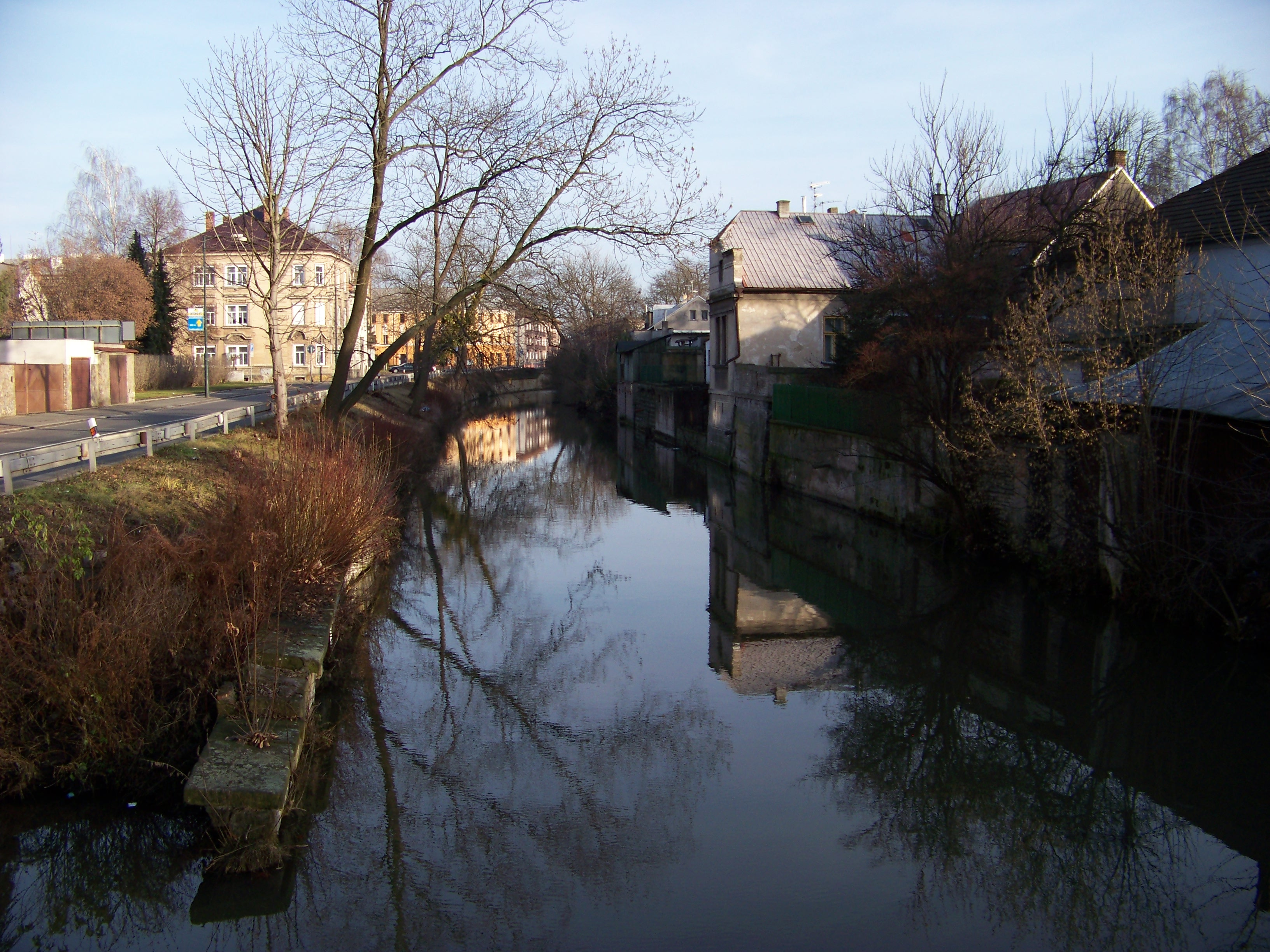
Vnější hradební příkop (Velké Valy)
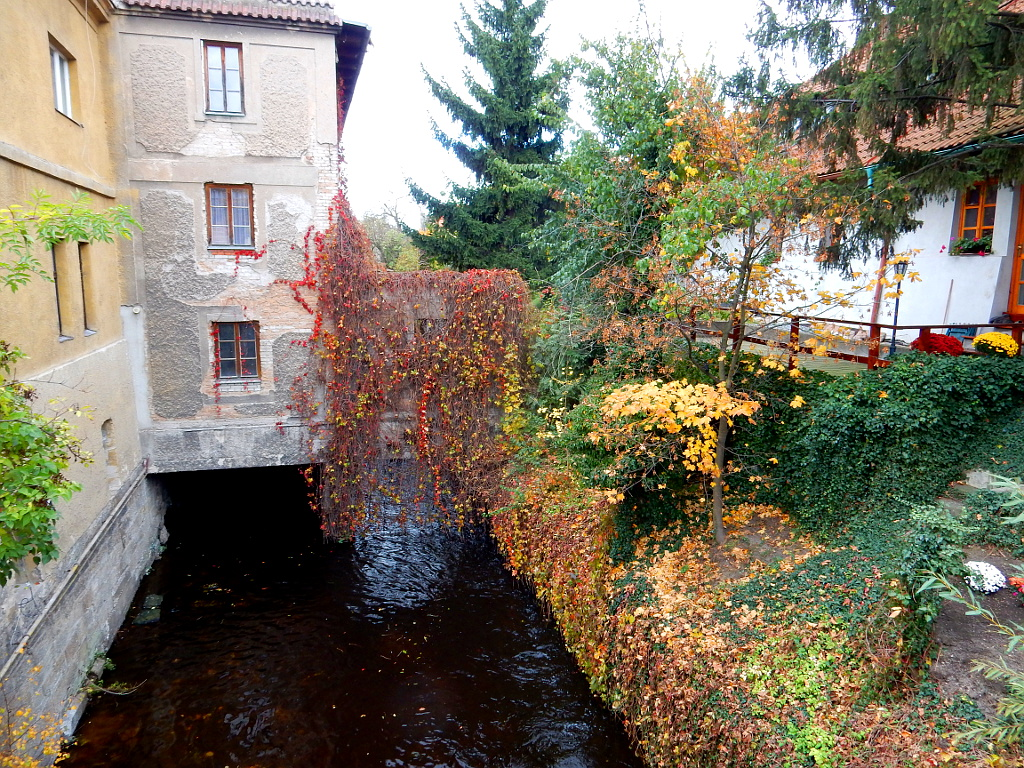
Velké valy, mlýn v Boleslavské ulici
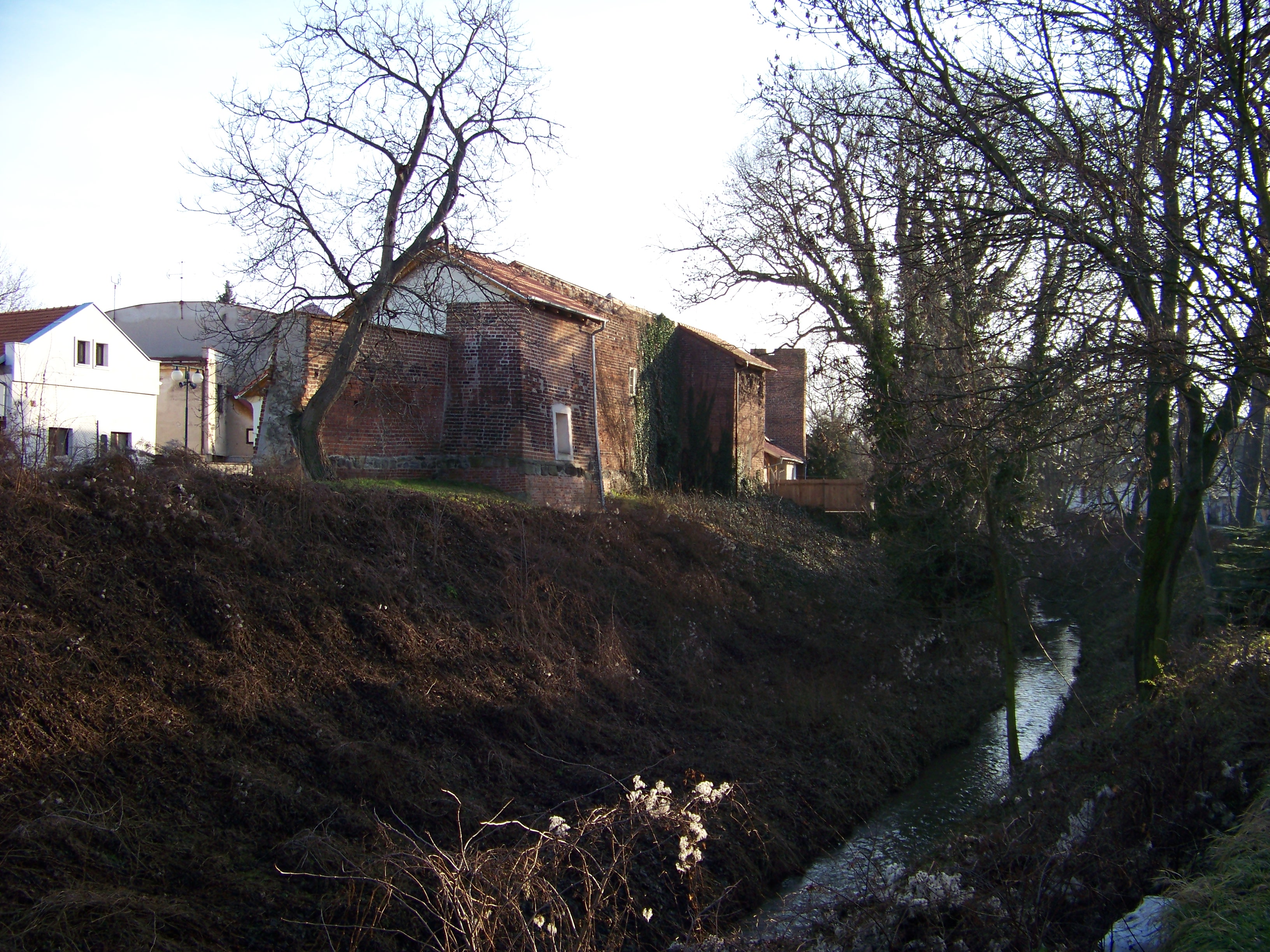
Vnitřní hradební příkop (Malé Valy)
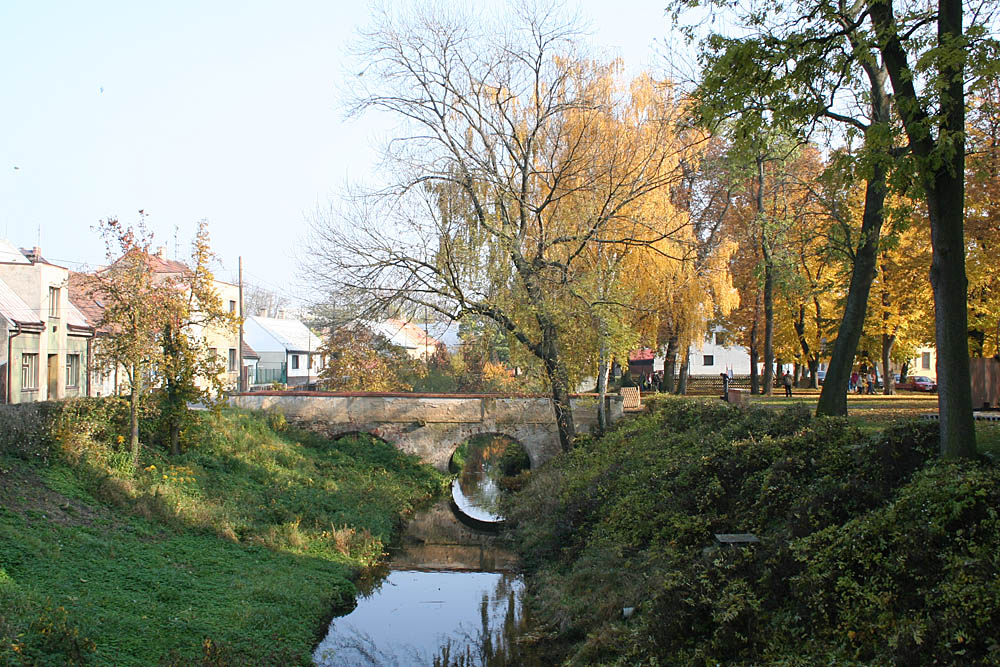
Malé Valy
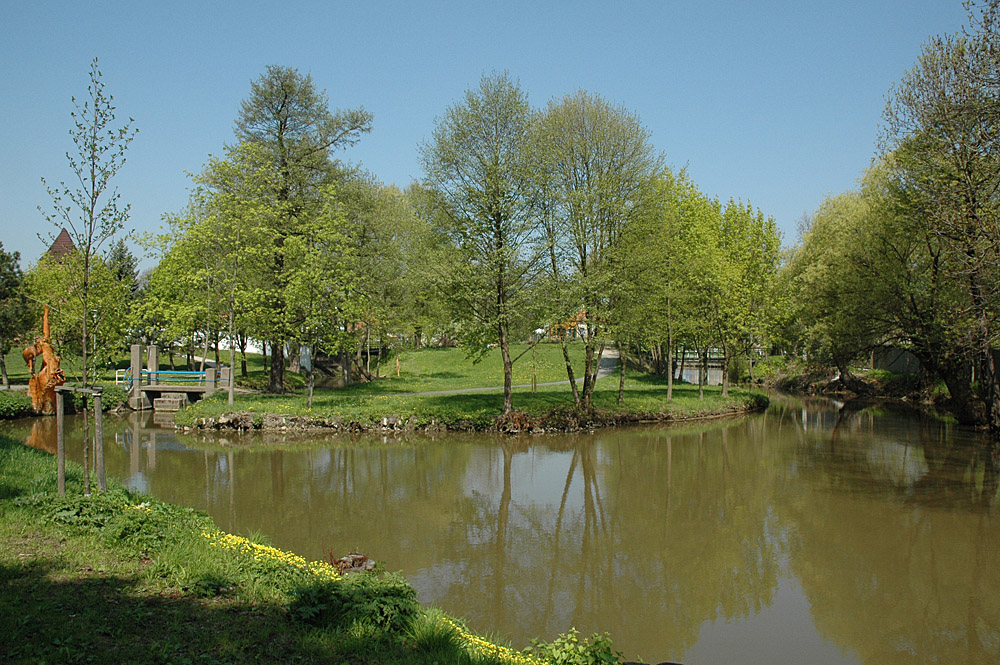
Malé Valy
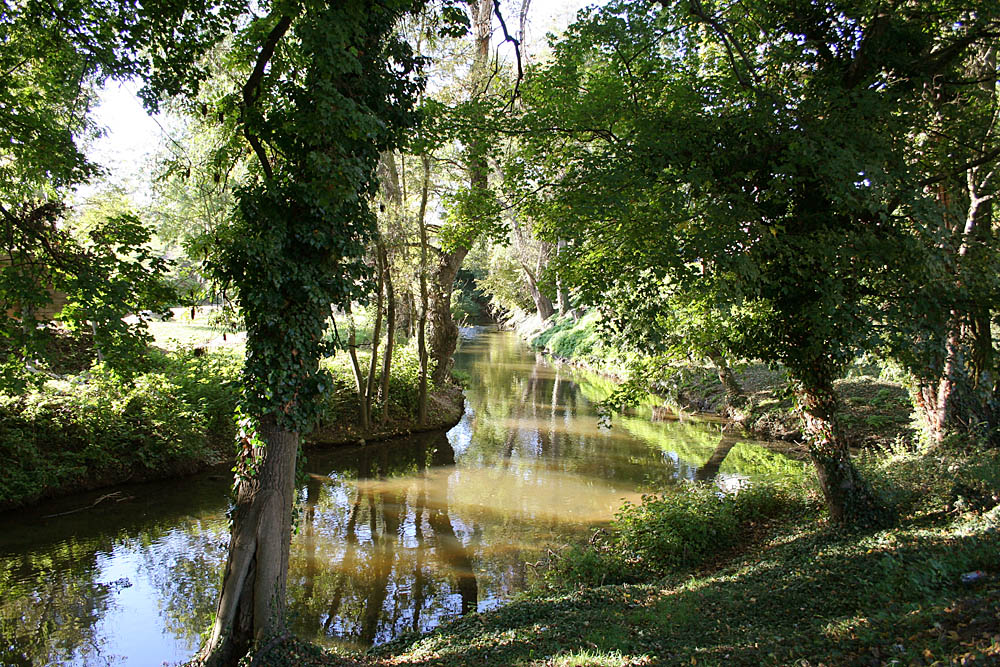
Malé Valy